# Мртовњак (Курба Вела)
43° 42′ 23″ N 15° 32′ 08″ E / 43.70639° С; 15.53556° И
Мртовњак је ненасељено острвце у хрватском дијелу Јадранског мора. Налази се у Корнатском архипелагу око 2 km сјевероисточно од Курбе Вале. Дио је Националног парка Корнати. Његова површина износи 0,1 km², док дужина обалске линије износи 1,24 km. Највиши врх је висок 42 m. Грађен је од кречњака и доломита кредне старости. На острвцу се налази свјетионик. Административно припада општини Муртер-Корнати у Шибенско-книнској жупанији.